# This Is Not a Safe Place
This Is Not a Safe Place es el sexto álbum de estudio de la banda de rock británica Ride. Fue lanzado el 16 de agosto de 2019, en una fecha que se anunció el 23 de abril de ese mismo año junto con el lanzamiento del primer sencillo «Future Love». El disco fue producido por el DJ inglés Erol Alkan, siendo el segundo del grupo que está bajo su cargo.

## Lista de canciones
| N.º   | Título                   | Duración |  |
| 1.    | «R.I.D.E»                | 2:59     |  |
| 2.    | «Future Love»            | 3:38     |  |
| 3.    | «Repetition»             | 3:17     |  |
| 4.    | «Kill Switch»            | 2:45     |  |
| 5.    | «Clouds of Saint Marie»  | 3:53     |  |
| 6.    | «Eternal Recurrence»     | 5:48     |  |
| 7.    | «Fifteen Minutes»        | 3:13     |  |
| 8.    | «Jump Jet»               | 5:08     |  |
| 9.    | «Dial Up»                | 3:37     |  |
| 10.   | «End Game»               | 3:37     |  |
| 11.   | «Shadows Behind the Sun» | 4:00     |  |
| 12.   | «In This Room»           | 8:50     |  |
| 50:45 |                          |          |  |

## Personal
Ride
- Mark Gardener – voz principal, guitarra
- Andy Bell – voces, guitarra
- Steve Queralt – bajo
- Laurence "Loz" Colbert – batería, percusión

Producción
- Erol Alkan – producción
- Alan Moulder – mezcla
- Caesar Edmund – mezcla

## Posición en las listas de éxito
| Lista (2019)                    | Posición más alta |
| ------------------------------- | ----------------- |
| Bélgica (Ultratop valona)       | 75                |
| Alemania (Media Control Charts) | 72                |
| Reino Unido (UK Albums Chart)   | 7                 |